# Inhibiteur de la recapture de la sérotonine et de la noradrénaline
Les inhibiteurs de la recapture (ou du recaptage) de la sérotonine-noradrénaline (IRSNa, IRSN ou SNRI en anglais pour Serotonin-norepinephrine reuptake inhibitor) sont des psychotropes qui inhiberaient de façon sélective la recapture de la noradrénaline et de la sérotonine. Cette inhibition entraîne une augmentation de la concentration synaptique de ces neuromédiateurs. Dans un délai de quelques semaines, on[Qui ?] pense qu'une diminution adaptative ("down regulation") des récepteurs postsynaptiques 5HT2A à la sérotonine et β postsynaptiques à la noradrénaline, récepteurs qui seraient en nombre trop important chez les sujets atteints de dépression[réf. souhaitée], se produit.
Cette hypothèse est cependant mise en doute par le fait qu'une étude met en évidence une élévation des récepteurs 5HT2A et que, dans les études où une diminution de ces récepteurs est observée, il n'y a pas de corrélation entre la réponse thérapeutique et la diminution des récepteurs 5HT2A : la diminution a été observée tant chez les patients qui répondaient que ceux qui ne répondaient pas à l'antidépresseur. Les antidépresseurs sont basés sur l'hypothèse monoaminergique (hypothèse d'un déséquilibre chimique dans le cerveau).

## Molécules et noms commerciaux
- venlafaxine : Effexor
- milnacipran : Ixel, Savella
- duloxétine : Cymbalta
- doxépine : Quitaxon
- néfazodone (en) (non commercialisée en France)
- desvenlafaxine : Pristiq (non commercialisée en France)
- lévomilnacipran (en) : Fetzima (non commercialisée en France)
- édivoxétine (développement interrompu)

## Indications thérapeutiques
- traitement des épisodes dépressifs majeurs chez l'adulte
- la venlafaxine pourra être utilisées dans la prévention des récidives dépressives chez le patient unipolaire
- la duloxétine est indiquée aux États-Unis pour les traitements de la fibromyalgie, de l'incontinence urinaire d'effort et de la neuropathie diabétique
- le milnacipran est indiqué aux États-Unis pour le traitement de la fibromyalgie

Certains médecins prescrivent d'ailleurs la venlafaxine pour traiter certains symptômes de la ménopause comme les bouffées de chaleur, en traitement prophylactique des migraines ou en traitement des affections douloureuses chroniques comme la neuropathie diabétique et la fibromyalgie.
- la venlafaxine est utilisée pour pallier les cataplexies de certains narcoleptiques.

Dans le cas où il existe des dysfonctions sexuelles (désir sexuel hypoactif, anorgasmie, trouble de l'excitation, etc.) avant l'apparition d'un état dépressif, une utilisation d'un IRSNa sera déconseillée car cela pourrait avoir un effet contre-productif,.

## Effets indésirables
Cette famille d'antidépresseurs sera mieux tolérée que celle des tricycliques, mais sera moins efficace. Les effets secondaires principaux sont identiques à ceux des inhibiteurs sélectifs de recapture de sérotonine (ISRS) :
- effets anticholinergiques : sécheresse buccale et rétention urinaire.
- effets noradrénergiques périphériques : augmentation de la pression artérielle.
- effets sérotoninergiques périphériques : nausées et vomissements, troubles sexuels.
- effet anti H1 (histamine) central : surtout avec la venlafaxine, effet sédatif important.
- on observe également avec le milnacipran une levée de l'inhibition suicidaire.

## Contre-indications
Ces molécules sont contre indiquées en cas:
- d'hypertrophie bénigne de la prostate
- d'hypertension artérielle
- d'angine de poitrine

Il sera nécessaire de réduire la posologie de moitié[réf. souhaitée] en cas d'insuffisance rénale ou hépatique.

## Interactions médicamenteuses
- Contre-indication absolue avec les IMAO non spécifiques (iproniazide) et avec les triptans).
- Association déconseillée avec les IMAO sélectifs A, l'adrénaline et la noradrénaline.
- Peut être combiné avec précautions à un ISRS ou un autre IRSNa[4].

## Syndrome de discontinuation associé aux antidépresseurs
L'arrêt ou la réduction marquée de la dose d'un traitement IRSNa peut provoquer un syndrome de discontinuation associé aux antidépresseurs.